# مسجد بالا
مسجد بالا مربوط به اوایل دوره قاجار است و در شهرستان گناباد، شهر گناباد، خیابان بهار واقع شده و این اثر در تاریخ ۱۸ اردیبهشت ۱۳۸۰ با شمارهٔ ثبت ۳۷۷۸ به‌عنوان یکی از آثار ملی ایران به ثبت رسیده است.